# Мещеры (Московская область)
Меще́ры — деревня в Раменском муниципальном районе Московской области. Входит в состав сельского поселения Новохаритоновское. Население — 28 чел. (2010).

## Название
В писцовой книге 1646 года упоминается как Мещеринова-Скоморохова, с 1800 года — Мещеры. Оба названия по владельцам деревни, и связаны с некалендарными личными именами Мещерин и Скоморох.

## География
Деревня Мещеры расположена в восточной части Раменского района, примерно в 22 км к востоку от города Раменское. Высота над уровнем моря 150 м. К деревне приписано 2 СНТ — Авангард и Телефонист. Ближайший населённый пункт — деревня Вороново.

## История
В 1926 году деревня являлась центром Мещерского сельсовета Карповской волости Богородского уезда Московской губернии.
С 1929 года — населённый пункт в составе Раменского района Московского округа Московской области.
До муниципальной реформы 2006 года деревня входила в состав Новохаритоновского сельского округа Раменского района.

## Население
| 1926 | 2002 | 2010 |
| ---- | ---- | ---- |
| 279  | ↘41  | ↘28  |

В 1926 году в деревне проживало 279 человек (125 мужчин, 154 женщины), насчитывалось 63 хозяйства, из которых 59 было крестьянских. По переписи 2002 года — 41 человек (14 мужчин, 27 женщин).